# Гатри, Дэнни
Дэ́ниел (Дэ́нни) Га́три (англ. Daniel "Danny" Guthrie; 18 апреля 1987, Шрусбери, Англия) — английский футболист, полузащитник.

## Карьера
Дэнни был подписан «Ливерпулем» из «Манчестер Юнайтед», когда ему было 15 лет. Сначала он играл за команду Академии «Ливерпуля», затем стал игроком и капитаном резерва. Первый его выход на поле в составе первой команды в каком-либо турнире состоялся 25 октября 2006 года, когда он на 62-й минуте матча против «Рединга» в Кубке Лиги сменил Момо Сиссоко.
2 марта 2007 года Гатри был взят «Саутгемптоном» в аренду на месяц. Позже срок аренды был продлён до конца сезона. Сезон 2007/08 Гатри проводил в аренде в клубе Премьер-Лиги «Болтон Уондерерс», который перед сезоном возглавил бывший игрок и тренер «Ливерпуля» Сэмми Ли.
11 июля 2008 года Гатри подписал с «Ньюкасл Юнайтед» контракт на 4,5 года, сумма сделки не разглашается, но как считается была в районе 2,5 миллиона фунтов стерлингов. Его новый менеджер Кевин Киган, сравнил его игру с бывшей звездой «сорок» Робом Ли. 17 августа он дебютировал в официальном матче против «Манчестер Юнайтед» (1:1) вместе с другими новичками команды Хонасом Гутьерресом и Фабрисио Колоччини. 13 сентября 2008 года Гатри получает красную карточку в матче с «Халл Сити», после жёсткого столкновения с Крэйгом Фэганом. В 2008/09 сезоне, Гатри регулярно играл в основе в паре с Ники Баттом, но после возвращения на поле Джои Бартона потерял место в составе. В итоге сезона за свою игру Гатри получил высокие оценки от СМИ и болельщиков, став для них неожиданным сюрпризом.